# Quintanilla-Pedro Abarca
Quintanilla-Pedro Abarca es una localidad englobada en el municipio de Huérmeces, situada en la provincia de Burgos, comunidad autónoma de Castilla y León (España), comarca de Odra-Pisuerga.

## Datos generales
En 2024, contaba con 38 habitantes. Está situado 9 km al este de la capital del municipio, Huérmeces, con acceso por carretera local que, atravesando San Pantaleón del Páramo, tiene su origen en la BU-622 que, atravesando Quintanadueñas, nos conduce a la N-627 a la altura de Montorio.
Está situada en un valle cerrado con acceso, a cuya entrada parten los caminos de Ruyales y el acceso junto al arroyo de San Pantaleón, afluente del río Úrbel. En la salida norte están los caminos de La Nuez de Arriba y los dos que conducen a Acedillo, en los páramos de Coculina.

## Situación administrativa
Entidad Local Menor cuyo alcalde pedáneo es Ignacio González Díez del PSOE.

## Historia
Lugar que formaba parte, de la Jurisdicción de Haza de Siero en el Partido de Castrojeriz, uno de los catorce que formaban la Intendencia de Burgos, durante el periodo comprendido entre 1785 y 1833, en el Censo de Floridablanca de 1787, jurisdicción de realengo con regidor pedáneo.
Antiguo municipio de Castilla la Vieja en el Partido de Burgos.
En el censo de la matrícula catastral contaba con 14 hogares y 36 vecinos, se denominaba entonces Quintanilla Pedroabarca
Entre el censo de 1857 y el anterior, crece el término del municipio porque incorpora a Ruyales del Páramo y San Pantaleón del Páramo.
Entre el censo de 1981 y el anterior, este municipio desaparece porque se integra en el municipio de Huérmeces; el conjunto de las tres localidades contaba entonces
con una extensión superficial de 2168 hectáreas, 46 hogares y 171 habitantes.

## Demografía
| Gráfica de evolución demográfica de Quintanilla Pedro Abarca entre 1842 y 1970 |
| |
| Población de derecho según los censos de población del INE. Población de hecho según los censos de población del INE.En este censo se denominaba Quintanilla Pedroabarca: 1842. Entre el censo de 1857 y el anterior, crece el término del municipio porque incorpora a Ruyales del Páramo y San Pantaleón del Páramo. Entre el censo de 1981 y el anterior, este municipio desaparece porque se integra en el municipio Huérmeces. |

## Parroquia
- Iglesia de San Vicente Mártir.[4]
- En su término se encuentra la ermita de Santa Isabel, también conocida como de la Virgen del Robledillo, 2,5 km al oeste por el camino de Acedillo.